# Usines Maltzoff
Die Usines Maltzoff (russisch Мальцовские Заводы [Malzowskije Sawody], deutsch Malzowsche Werke, englisch Gus Crystal) wurden am 11. August 1894 als Aktiengesellschaft gegründet, um die Malzower Handels- und Industriegesellschaft zu übernehmen. Die Aktiengesellschaft betrieb unter anderem Kristall- und Glasfabriken, Eisenguss-, Waggon-, Flaschen- und Holzsägewerke bei Brjansk sowie Eisenschmelz-, Guss- und Emaillier- und Holzsägewerke bei Schisdra im Gouvernement Kaluga.

## Vorgeschichte

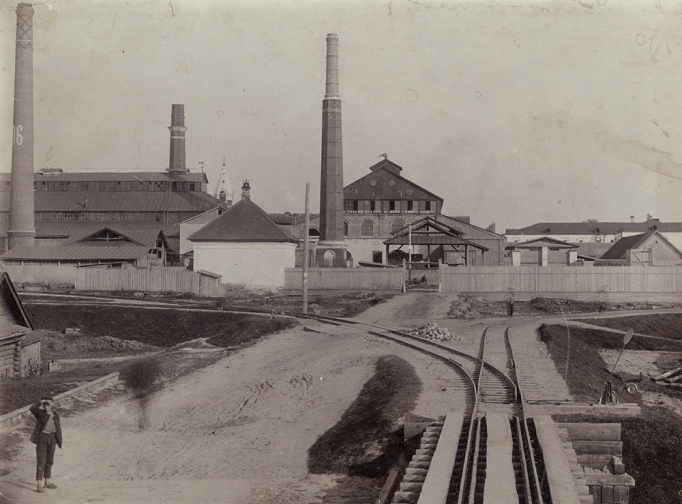
Die nach Akim Malzow benannte Kristallglasfabrik in Gus-Chrustalny

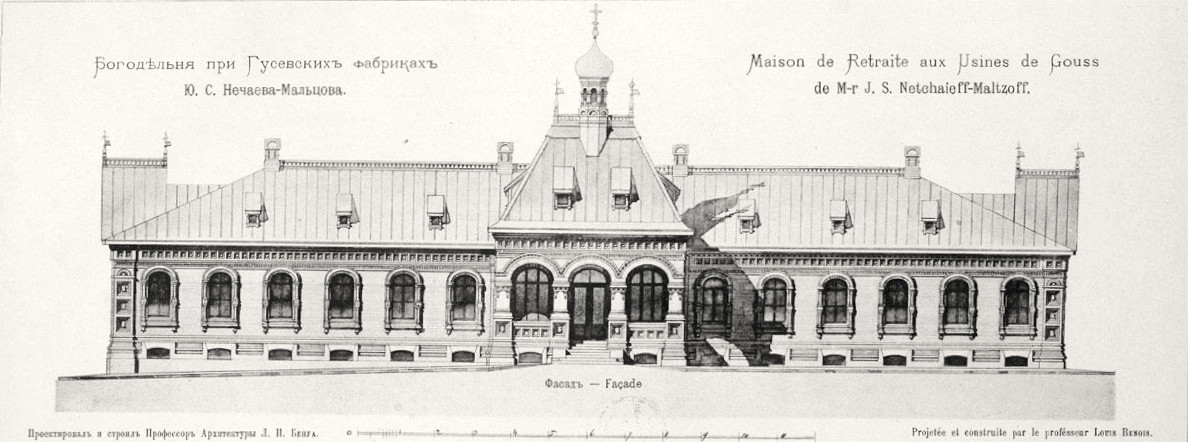
Altersheim der Fabrik von Juri Stepanowitsch Netschajew-Malzow (1834–1913) in Gus-Chrustalny

Der Kaufmann Akim Wassiljewitsch Malzow († 1785, russisch Аким Васильевич Мальцов) gründete 1756 eine Glasfabrik. Daraus entwickelte sich unter Iwan Sergejewitsch Malzow, Sergei Akimowitsch Malzow, Juri Stepanowitsch Netschajew-Malzow und ihren Verwandten eine Unternehmensgruppe, die Glaswaren, Gusseisen, Eisen, Eisenbahnwagen, Keramikwaren Leinen und Zucker herstellte. Die ersten in Russland hergestellten Eisenbahnschienen, Lokomotiven und Schiffsschrauben, gläserne Isolatoren für Stromleitungen und für die private Telegraphie in Russland wurden von Malzow hergestellt.
Von 1870 bis 1881 wurden in den Vereinigten Malzowschen Werken in Ljudinowo insgesamt 373 Dampflokomotiven gebaut. Von 1877 bis 1883 baute Sergei Iwanowitsch Malzow für die Bedürfnisse seiner Fabriken die anfangs 110 km lange schmalspurige Malzow-Bahn. Um 1881 lieferte das Unternehmen in Zusammenarbeit mit der französischen Firma Decauville in der russischen Fabrik vorgefertigte schmalspurige Gleisjoche und Loren für die Baustellenbahn beim Bau der Transkaspischen Eisenbahn, die schließlich beim Bau der Decauville-Pferdebahn am Naphthaberg wiederverwendet wurden.

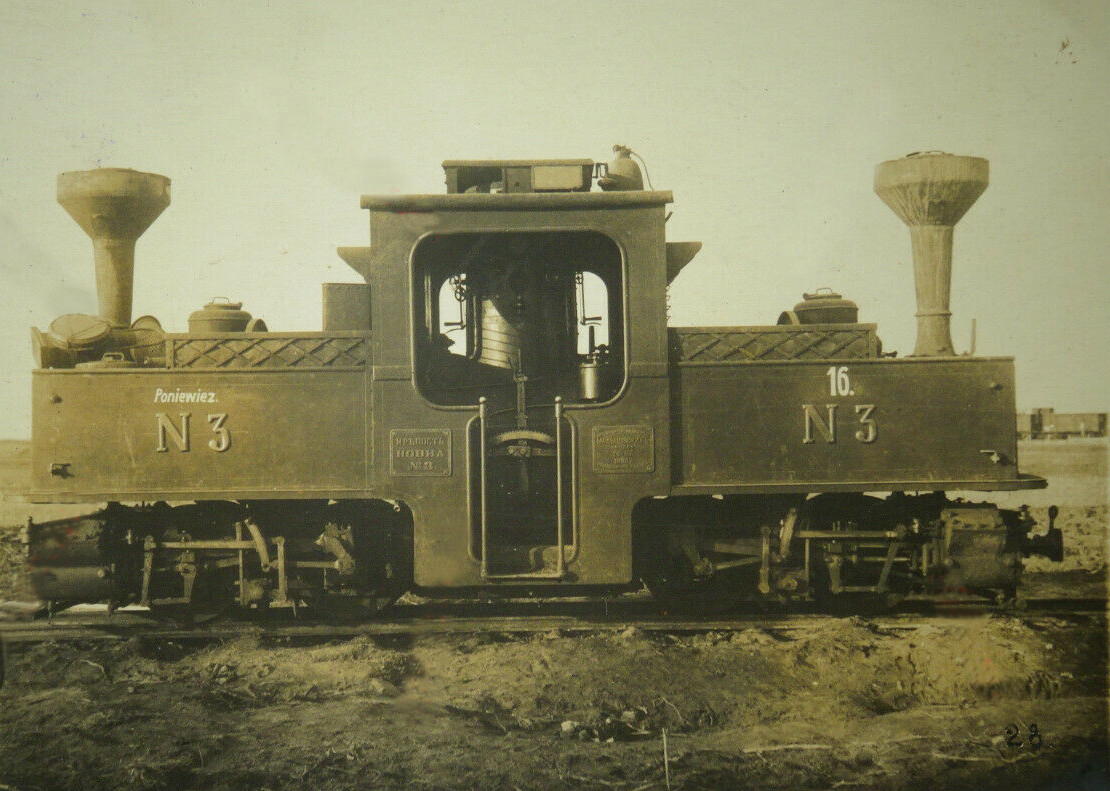
Russische 750-mm-Lok der Malzow-Werke für die Festung Kowno (jetzt Kaunas, Litauen), Baujahr 1899

## 20. Jahrhundert
Zu Beginn des 20. Jahrhunderts wurden die technischen Möglichkeiten der Produktverarbeitung stark erweitert. Kristallglas war in der Inneneinrichtung weit verbreitet. Die Farbpalette der Produkte ist vielfältiger geworden. Die kontinuierlichen, fließenden, kompliziert geschwungenen Linien in Verbindung mit floralen Kompositionen verliehen den Gegenständen Raffinesse und Raffinement. Die Herstellung von farbigem Glas diente eher der Aufrechterhaltung des Ansehens der Fabrik und des Herstellers als der Gewinnerzielung, denn die Produktion war in der Regel unrentabel.
Die Bemalung von Milch- und Opakglas mit Emaille- und Silikatfarben sowie die Tiefätzung von Verbundglas war weit verbreitet. Einzigartig sind Verbundvasen und Flaschen nach dem Vorbild der Produkte des berühmten französischen Künstlers Emile Galle mit blau-violett und goldbraune gemalten Landschaften.

## Oktoberrevolution
Nach der Oktoberrevolution von 1917 wurde die Glasfabrikation vorübergehend eingestellt. Erst 1923, nach dem Besuch von Michail Kalinin in Gus-Chrustalny und der Bereitstellung von Sondermitteln, konnte die Produktion wieder aufgenommen werden.
Aufgrund der steigenden Nachfrage nach Haushaltsglas in den 1930er Jahren entwickelte sich eine mechanisierte Produktion verschiedener Arten von Haushaltsglas und einer ganzen Reihe von technischen Glaswaren. Die Fabrik produzierte in Massenproduktion facettierte Teegläser und geformte Haushaltsgläser.

## Verstaatlichung
Zu Beginn des 20. Jahrhunderts wurden die Fabriken verstaatlicht. Im Zweiten Weltkrieg wurde die Produktion ziviler Erzeugnisse auf ein Minimum reduziert, um die Versorgung an der Front zu gewährleisten. Die Fabriken produzierten medizinische Ampullen, Glaskolben, Thermoskannen, Flakons und Beleuchtungsglas. In den der Nachkriegszeit begann das Werk mit der Massenproduktion von preiswertem Pressgeschirr (Gläser, Untertassen, Zuckerdosen, Butterdosen) und Glasknöpfen. Anfang der 1950er Jahre begann das Werk mit der Herstellung von Bleikristall. Neue Öfen und automatisierte Linien, moderne Technologien für die Herstellung von farbigem Kristallglas und Roboter für den Kristallglasschliff kamen auf. Das Produktionsvolumen wuchs, der Export wurde ausgebaut. Die Produkte gewannen staatliche Auszeichnungen und Medaillen auf internationalen Ausstellungen.